# Zblewo
Zblewo (niem. Hoch Stüblau) – wieś kociewska w Polsce położona w województwie pomorskim, w powiecie starogardzkim.

## Geografia
Miejscowość jest siedzibą gminy Zblewo, a także dekanatu Zblewo należącego do diecezji pelplińskiej. Wierni kościoła rzymskokatolickiego należą do parafii św. Michała Archanioła.
Zblewo jest lokalnym węzłem komunikacyjnym, krzyżują się tu droga krajowa nr 22 i droga wojewódzka nr 214. Miejscowość leży przy linii kolejowej nr 203 Tczew – Kostrzyn (stacja kolejowa Zblewo). W odległości 5 km od Zblewa znajduje się duży akwen Jeziora Borzechowskiego. Zblewo z Pinczynem i Bytonią tworzy zwarty obszar osadniczy o charakterze małomiasteczkowym.

## Historia

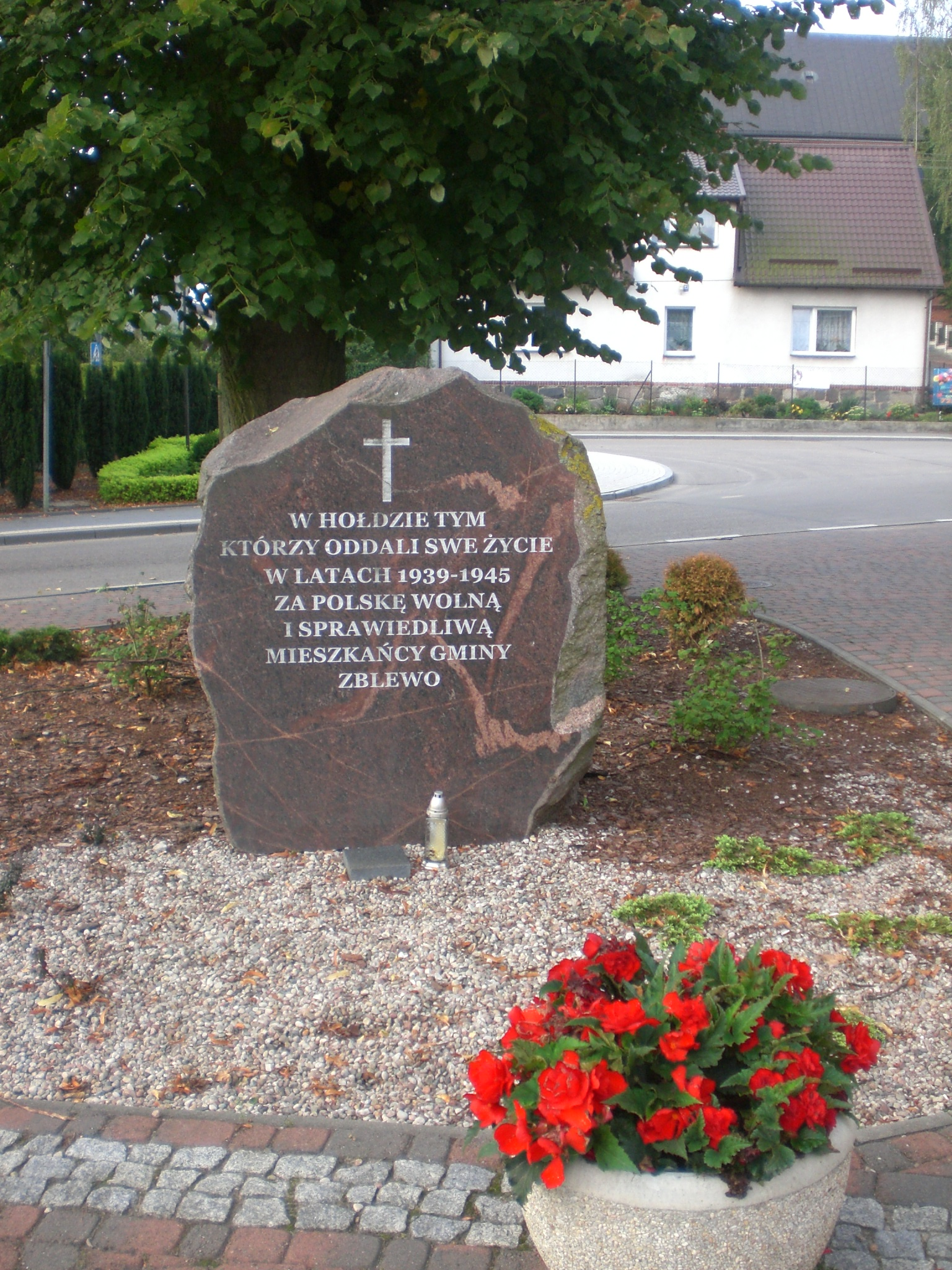
Pomnik ofiar II wojny światowej

W 1305 wieś była przedmiotem darowizny Wacława II dla zakonu krzyżackiego.
W grudniu 1906 r. w miejscowej szkole elementarnej odbył się strajk dzieci przeciwko nauczaniu religii w języku niemieckim, który trwał dwa dni. Z uczestników strajku znane jest tylko jedno nazwisko: J. Ciecholewski. Strajk był elementem znacznie większej akcji biernego oporu wobec pruskich władz szkolnych, która na przełomie 1906 i 1907 r. objęła ponad 460 (!) szkół w prowincji Prusy Zachodnie, czyli przedrozbiorowe Pomorze Gdańskie, Powiśle, ziemię chełmińską i ziemię lubawską oraz część Krajny. Inspiracją dla strajków pomorskich były wcześniejsze działania dzieci w prowincji wielkopolskiej, ze słynnym strajkiem we Wrześni (1901) na czele.
W latach okupacji niemieckiej na terenach przylegających działała Tajna Organizacja Wojskowa „Gryf Pomorski” (komenda gminna organizacji znajdowała się w Zblewie). Po II wojnie światowej w okolicach Zblewa operował oddział antykomunistycznej partyzantki Zygmunta Szendzielarza „Łupaszki”.
W latach 1975–1998 miejscowość położona była w województwie gdańskim.
W miejscowości znajduje się kilka kapliczek przydrożnych. Kaplica przy ul. Kościerskiej upamiętnia ofiary rosyjskiego nalotu w 1945, a figura Jezusa z orłem u podstawy cokołu, stojąca przy DK nr 22 od strony Starogardu została postawiona jako votum za przetrwanie II wojny światowej.

## Turystyka
Zblewo jest położone przy drodze krajowej nr 22 (Elbląg - Kostrzyn nad Odrą), łączy ona m.in. Gdańsk z granicą Niemiecką. Miejscowość może szybko się rozwijać dzięki ruchliwej drodze. W 2020 roku we wsi powstał "Park handlowy Zblewo", który jest jej największą atrakcją turystyczną do chwili obecnej. codziennie zatrzymują się w tym miejscu setki przyjezdnych. Obiekt przynosi dla gminy duże korzyści ekonomiczne.

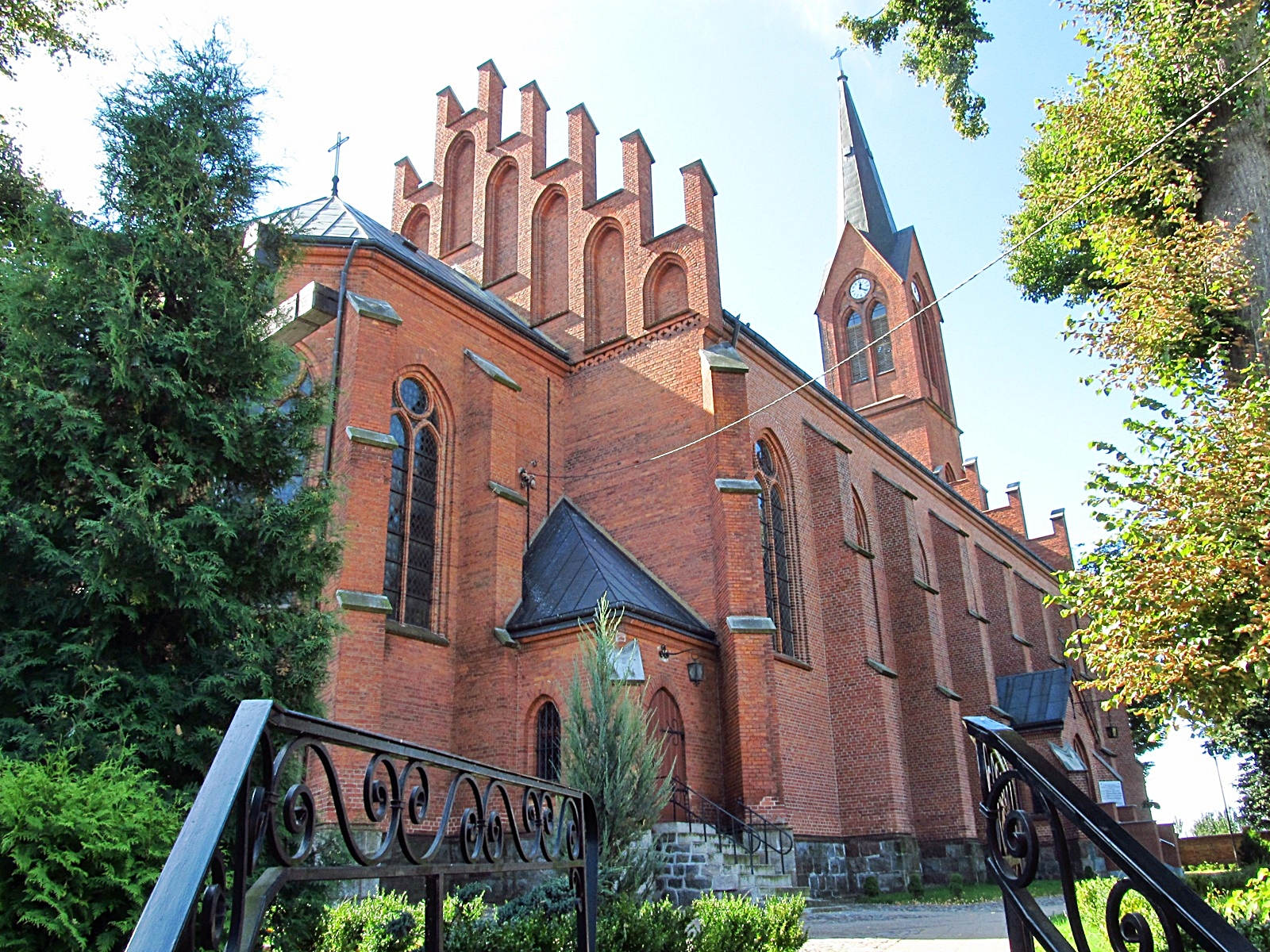
Kościół św. Michała Archanioła

## Zabytki
- Kościół św. Michała Archanioła w Zblewie

## Urodzeni w Zblewie
- Marian Borzyszkowski – duchowny katolicki, profesor teologii
- Marzena Domaros – dziennikarka, skandalistka
- Wojciech Kamysz – chemik, prof. dr hab. nauk farmaceutycznych, dziekan Wydziału Farmaceutycznego Gdańskiego Uniwersytetu Medycznego
- Leon Klein – major piechoty Wojska Polskiego, burmistrz Chełmna
- Michał Ossowski – ksiądz- ex-jezuita, polityk i ekonomista
- Hanna Polk – aktorka
- Bogusław Waczyński – kapłan katolicki, jezuita, dr teologii, profesor nadzwyczajny
- Józef Wrycza – duchowny katolicki, proboszcz Wojska Polskiego